# Wólka Bagnowska
Wólka Bagnowska (dawniej Piardowo, niem. Bagnowenwolka, od 1929 Tiefendorf) – wieś w Polsce położona w województwie warmińsko-mazurskim, w powiecie mrągowskim, w gminie Mrągowo. W latach 1975–1998 miejscowość administracyjnie należała do województwa olsztyńskiego.

## Historia
Wólka Bagnowska (pierwotnie Piardowo) – wieś szlachecka, powstała przed 1800 rokiem na obszarze nadanym w 1566 roku Wilhelmowi Milewskiemu (von der Milbe) w Bagienicach, przy granicy Grabowa. W 1815 roku wieś liczyła 30 mieszkańców. Istniał tu niewielki dwór z cegielnią polową, do którego w 1900 roku należało 14 włók. Dane z lat 1815, 1823 i 1849 informują o trzech budynkach i 30 mieszkańcach. W 1906 r. stanowiła gminę wiejską i równocześnie obszar dworski (Gutsbezirk). W 1928r. określano ją urzędowo jako „wieś i wybudowanie”, liczące 87 mieszkańców. W 1929 r., w ramach akcji germanizacyjnej ówczesne władze niemieckie zmieniły urzędowa nazwę wsi z Bagnowenwolka na Tiefendorf. Funkcjonowała także nazwa Wolka Bagnowen. W 1939 miejscowość liczyła 95 osób, a na jej obszarze znajdowało się 19 gospodarstw domowych, w tym 16 gospodarstw rolnych, z których 8 miało wielkość w granicach 10-20 ha, dwa w granicach 20-100 ha.
W 1973 do sołectwa Wólka Bagnowska należała osada leśnicza Gronówko, dawniej gajówka enklawy leśnej, należącej do majątku ziemskiego w Gronowie.